# Acrachne
Acrachne, maleni biljni rod jednogodišnjeg raslinja iz porodice trava raširen po Aziji, Africi i Australiji.  Postoje svega tri vrste.

## Vrste
1. Acrachne henrardiana (Bor) S.M.Phillips,  Indija (Tamil Nadu)
2. Acrachne perrieri (A.Camus) S.M.Phillips, Madagaskar
3. Acrachne racemosa (B.Heyne ex Roth) Ohwi, Afrika, Azija, Australija; uvezena u Kaliforniju i Hispaniolu